# Planá (ort i Tjeckien, Södra Böhmen)
Planá är en ort i Tjeckien.   Den ligger i regionen Södra Böhmen, i den södra delen av landet, 130 km söder om huvudstaden Prag. Planá ligger 400 meter över havet och antalet invånare är 251.
Terrängen runt Planá är huvudsakligen platt, men västerut är den kuperad.Runt Planá är det ganska tätbefolkat, med 62 invånare per kvadratkilometer. Närmaste större samhälle är České Budějovice, 3,8 km norr om Planá. Omgivningarna runt Planá är en mosaik av jordbruksmark och naturlig växtlighet.